# Exposição Agropecuária de Janaúba
A Exposição Agropecuária de Janaúba ou ExpoJanaúba é uma feira de exposições realizada anualmente na cidade de Janaúba, Minas Gerais. 
Promovido todos os anos pelo Sindicato Rural de Janaúba, o evento acontece no Parque de Exposição Waldir Nunes Da Silva, no centro da cidade.Na edição de 2019, última edição realizada antes da Pandemia de COVID-19, a exposição recebeu 300 mil visitantes e movimentou cerca de R$ 300 milhões. Em 2020 foi cancelada em função da pandemia, mas já retornou no ano de 2022 em sua 39° edição.
O evento conta, dentre outras atividades, com leilões, shows de música e apresentação de pesquisas relacionadas à agropecuária.
Sua X edição, ocorrida em 1987, foi inaugurada pelo então ministro da Irrigação, Vicente Fialho e encerrada pelo presidente da Companhia de Desenvolvimento dos Vales do São Francisco e do Parnaíba (Codevasf), Eliseu Alves.

## Composição da exposição
- Centro de Televisão - o Canal Rural , canal do boi e AgroCanal transmitem ao vivo os leilões para todo o Brasil.
- Stands de Artesanato- a cultura da região mostrada em artesanato.
- Praça de Alimentação - varios bares , restaurantes, churrascarias espalhadas pela feira.
- Plataformas de entretenimento.
- Parque de Diversões.
- Pavilhão Comercial - varias Empresas do Mercado regional em Stands espalhados pelo Parque.
- Centro de Eventos e Tattersal Multiuso Isaías Gonçalves Dias.[12].
- Rodeios
- Shows Músicais - capacidade para 50 mil pessoas ,todos anos passam artistas de renome nacional e internacional.